# Fjodor Ivanovič Truchin
Fjodor Ivanovič Truchin (rusky Фёдор Ива́нович Трухи́н), (29. února 1896 Kostroma - 1. srpna 1946 Moskva) byl ruský šlechtic a náčelník generálního štábu ozbrojených sil KONR.

## Mládí
Narodil se v Kostromi ve šlechtické rodině, která v okolí města vlastnila panství Panikarpovo. Pocházel z pěti sourozenců. Jeho starší bratr Alexej jako člen jízdního pluku padl v první světové válce v bitvě u Tannenbergu v srpnu 1914 ve Východním Prusku. Jeho otec i další bratr Ivan byli zastřeleni v roce 1919 za organizování protisovětského povstání. Jeho bratr Sergej byl obětí ježovských represí v roce 1938.
Fjodor Truchin vystudoval v roce 1914 Kostromské gymnázium. V témže roce začal studium na právnické fakultě Moskevské univerzity. V roce 1916 studia přerušil a dal přednost vojenské kariéře. Vystudoval školu praporčíků (1916) a přihlásil se na frontu v probíhající první světové válce. V roce 1917 byl zvolen velitelem praporu 181. Ostrolenského pluku na jihozápadní frontě.

## Služba v Dělnicko-rolnické Rudé armádě
Jako mladý důstojník byl nadšen říjnovou revolucí, a proto v listopadu 1918 vstoupil do řad Rudé armády. V rámci probíhající občanské války byl v roce 1919 nasazen na jižní frontu proti Děnikinovi jako velitel roty 41. pěší divize. V roce 1920 se jako velitel praporu účastnil tažení proti Ukrajinské lidové republice, polsko-sovětské války a bojů s protisovětskými povstaleckými formacemi na území Ukrajiny.
V roce 1924 za svou službu získal Řád rudého praporu. V roce 1925 absolval Vojenskou akademii Rudé armády. Po absolutoriu postupoval ve funkcích v Rudé armádě:
- 1925–1926 velitel 133. pěšího pluku 45. pěší divize Uralského vojenského okruhu.
- 1926–1931 působil jako náčelník štábu 7. pěší divize.
- 1931–1932 byl ve funkci náčelníka štábu 12. střeleckého sboru vojenského okruhu Volha.

S ohledem na své zkušenosti přednášel v letech 1932–1936 na Frunzeho vojenské akademii, kde také působil jako vedoucí katedry metodiky bojového výcviku. V roce 1935 byl povýšen na plukovníka.
Jeho vojenská akademická kariéra v letech 1936–1937 pokračovala studiem na Vojenské akademii generálního štábu, kde se posléze stal vrchním vedoucím (rusky старший руководитель) kurzu. V roce 1939 získal docenturu na katedře operačního umění na téže akademii. Dlouhá léta byl také nejbližším spolupracovníkem náčelníka generálního štábu Rudé armády maršála Šapošnikova.
4. června 1940 byl povýšen do hodnosti generálmajor a zastával funkci zástupce náčelníka 2. oddělení Ředitelství bojové přípravy Rudé armády. V lednu–červnu 1941 byl zástupcem vedoucího operačního oddělení a zástupce náčelníka štábu Pobaltského vojenského okruhu. 
Na počátku Velké vlastenecké války zastával funkci náčelníka štábu Severozápadního frontu. 29. června 1941 byl zajat v Litvě (údaj 6. října 1941 ostatní prameny nepotvrzují). Do zajetí upadl těžce raněný v hodnosti generálporučíka (podle ruské wikipedie generálmajora).
Za celou svou kariéru v Rudé armádě nevstoupil do VKS(b).

## Služba v ROA
Ke stalinskému režimu se už v době své služby v Rudé armádě stavěl odmítavě a očekával, že armáda režim svrhne. V zajetí proto snadno souhlasil se spoluprací s německými okupačními úřady. 
Od března 1942 byl umístěn ve zvláštním zajateckém táboře u městečka Wustrau určeného k výcviku propagandistů a správců pracujících pro německé okupační úřady na východních územích. V září 1942 byl oficiálně propuštěn ze zajetí a působil jako lektor politických kurzů. V říjnu 1942 vstoupil do NTS (rusky Народно-трудовой союз - Lidový svaz práce), strany založené ruskými emigranty, která byla v Německu zakázána. V NTS se stal členem výkonného výboru a byl jedním z autorů politického programu strany zejména v národnostní, zahraniční a obranné oblasti.

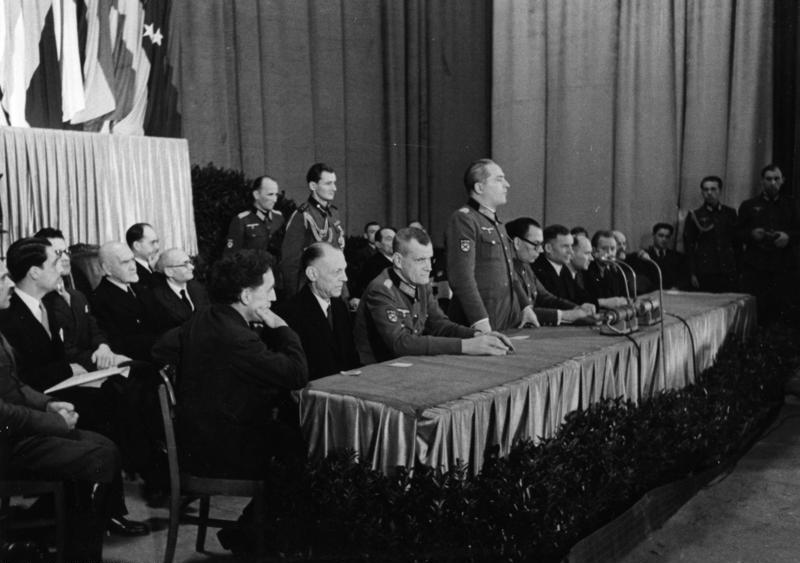
Zasedání výboru KONR v Praze, Truchin sedící za stolem třetí zleva (vedle stojícího řečníka Georgije Žilenkova).

V únoru 1943 se setkal s generálem Andrejem Vlasovem a stal se jednou z klíčových osobností jeho hnutí. Od jara 1943 byl vedoucím školy pro důstojníky ROA v táboře u města Dabendorfu. Od října 1944 se stal náčelníkem generálního štábu ozbrojených sil KONR. Z titulu své funkce se podílel na formování prvních dvou pěších divizí. 
14. listopadu 1944 se účastnil zasedání KONR v Praze, kde přednesl projev, ve které mluvil o výstavbě nové Ruské osvobozenecké armády. Po projevu byl zvolen členem rady (prezídia) KONR, který měl naplňovat Pražský manifest. 
Na konci války 4. května 1945 vyslal do Českého Krumlova skupinu parlamentářů, aby nabídl svou kapitulaci Američanům. Nabídka byla akceptována. V průběhu 5. května 1945 čekal na Vlasovovy rozkazy v této věci, které díky ztrátě spojení nepřicházely. Proto se ho 6. května 1945 vydal hledat na trase ze Strakonic do Prahy. U Příbrami byl se svým doprovodem zadržen hlídkou českých partyzánů pod velením sovětského kapitána Smirnova (pseudonym Jevgenije Antonoviče Olesinského). Jednalo se o stejnou skupinu, která již dříve zadržela generála Bojarského. Jeho doprovod generál Šapovalov byl partyzány zastřelen, ale Truchin byl 9. května 1945 předán do rukou sovětského velení. 

## Soud a poprava

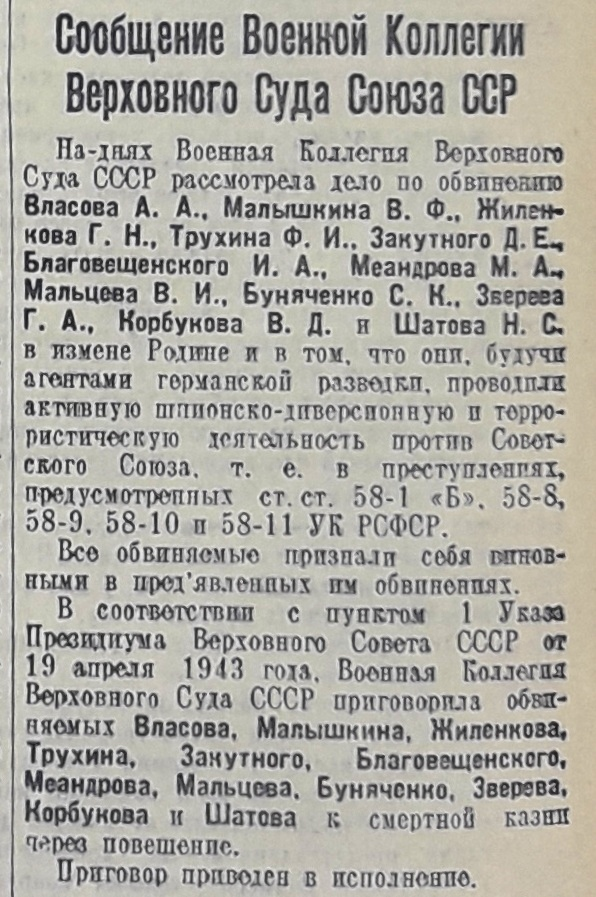
Zpráva o soudu v sovětském deníku Pravda ze dne 2. srpna 1946.

Po zatčení byl odvezen do Moskvy, kde byl v letech 1945 - 1946 vězněn. Bylo proti němu vedeno trestní řízení před Vojenským kolegiem Nejvyššího soudu SSSR. Před tímto soudem stanul společně s dalšími představiteli KONR. 
Soudem byl shledán vinným, rozsudkem byl zbaven všech vojenských hodností, státních vyznamenání a odsouzen k trestu smrti. Poprava oběšením byla vykonána na dvoře věznice Butyrka. Jeho ostatky byly zpopelněny a popel rozptýlen.